# 鳩の街

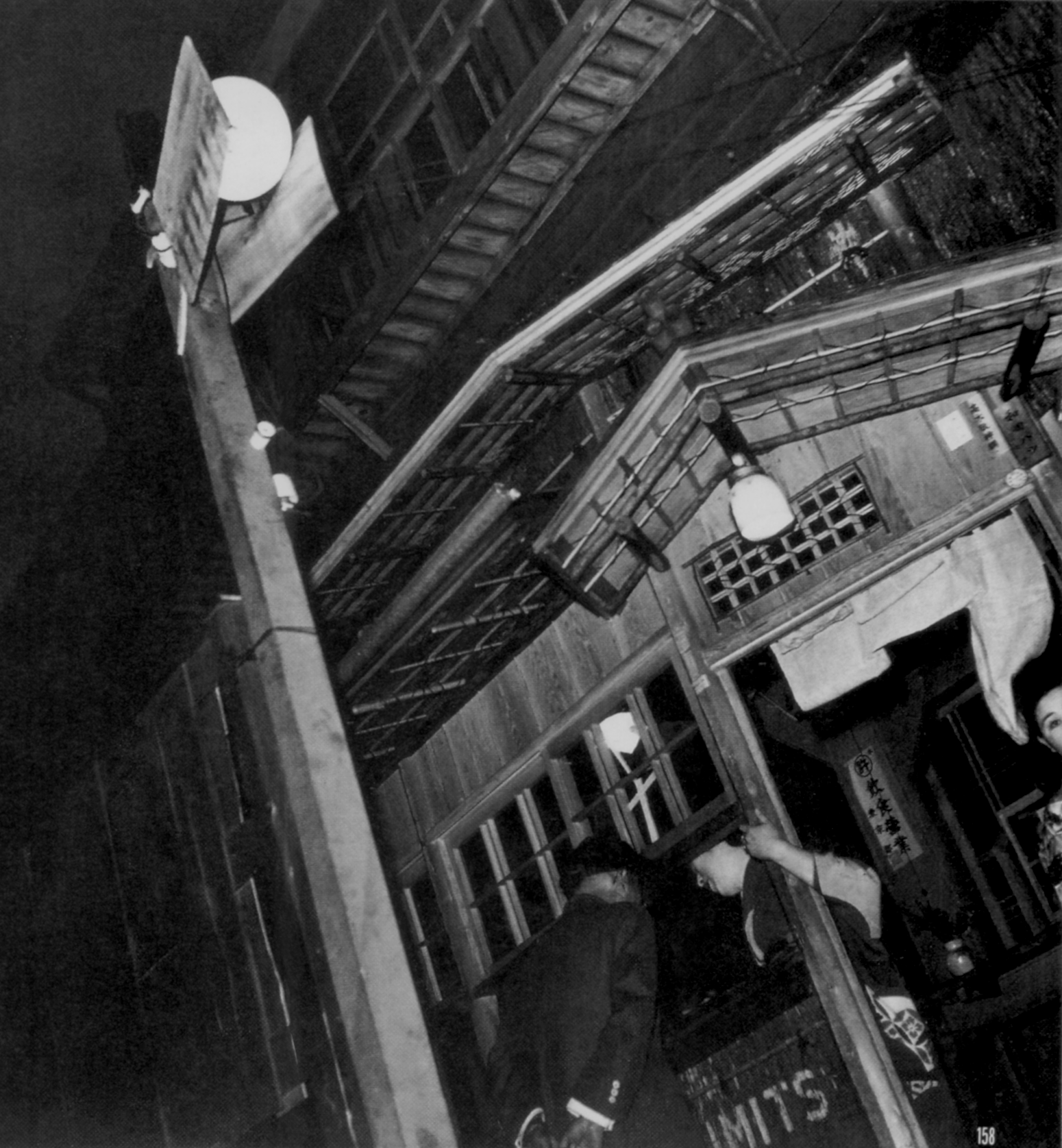
「鳩の街」より (1948年、土門拳撮影)

鳩の街（はとのまち）は現在の東京都墨田区向島と東向島の境界付近にあった赤線地帯。地理的に「玉の井」と近く、1kmほどの距離である。東京大空襲で玉の井を焼け出された銘酒店業者が何軒か、この地で1945年 (昭和20年) 7月に開業したのが始まりという。終戦直後は、米軍兵士の慰安施設として出発したが、兵士が性病に感染することが多いため、1946年（昭和21年）に米兵の立ち入りが禁止された。その後、日本人相手の特殊飲食店街（赤線）として発展した。
この街の店舗は、警察の指導でカフェー風に作られた。1952年（昭和27年）当時は、娼家が108軒、接客する女性が298人いたという。
また、吉行淳之介の小説「原色の街」の舞台となった。さらに、永井荷風がこの地を舞台に戯曲「渡り鳥いつかへる」「春情鳩の街」を書いている。これらの荷風の2作品は、久保田万太郎の手により構成され「『春情鳩の街』より渡り鳥いつ帰る」として久松静児監督で、1955年東宝で映画化され、森繁久弥、田中絹代、高峰秀子、岡田茉莉子らが出演した。
玉の井と同様に、この街も訪れる作家や芸能人が多く、吉行や荷風の他、安岡章太郎、三浦朱門、近藤啓太郎、小沢昭一などが、出入りしたことが知られている。
また、女優・歌手の木の実ナナがこの地で生まれ育ったことで有名である。
1958年（昭和33年）4月1日に売春防止法が完全施行され、すべての業者が廃業。最終日の3月31日には「蛍の光」を流して別れを惜しんだ。跡地は商店街やアパートなどの住宅となった。
現在でも商店街の裏に入ると色タイルを貼った娼家風の建物が多少残っているが、老朽化による建て替えや改築により、それらも少なくなった。
また、今も商店街や道路の名称として「鳩の街」の名は残っている。商店街は下町らしい活気のある街であったが、現在はシャッターを下ろした店が多い。